# Louise Dupau
Louise Dupau, née à Sancey-le-Grand le 4 juin 1874 et morte le 24 juin 1966 à Martigues, est une peintre française.

## Biographie
Sociétaire perpétuelle du Salon des artistes français, elle expose en 1929 à l'Union des femmes peintres et sculpteurs les toiles Risées, Voiles sur l'eau, Brescou et Matin ainsi qu'au Salon d'hiver deux Marines. 
Épouse du docteur Louis Contencin (1877-1975), elle le suit à Martigues dès 1903.